# Conference League 1991-1992
La Conference League 1991-1992, conosciuta anche con il nome di GM Vauxhall Conference per motivi di sponsorizzazione, è stata la 13ª edizione del campionato inglese di calcio di quinta divisione.

## Squadre partecipanti
| Squadra                | Città             | Stagione precedente                                            |
| ---------------------- | ----------------- | -------------------------------------------------------------- |
| Altrincham             | Altrincham        | 3º posto in Conference League                                  |
| Barrow                 | Barrow-in-Furness | 10º posto in Conference League                                 |
| Bath City              | Bath              | 20º posto in Conference League                                 |
| Boston United          | Boston            | 18º posto in Conference League                                 |
| Cheltenham Town        | Cheltenham        | 16º posto in Conference League                                 |
| Colchester United      | Colchester        | 2º posto in Conference League                                  |
| Farnborough Town       | Farnborough       | 1º posto in Southern League Premier Division, promosso         |
| Gateshead              | Gateshead         | 17º posto in Conference League                                 |
| Kettering Town         | Kettering         | 4º posto in Conference League                                  |
| Kidderminster Harriers | Kidderminster     | 13º posto in Conference League                                 |
| Macclesfield Town      | Macclesfield      | 7º posto in Conference League                                  |
| Merthyr Tydfil         | Merthyr Tydfil    | 9º posto in Conference League                                  |
| Northwich Victoria     | Northwich         | 12º posto in Conference League                                 |
| Redbridge Forest       | Londra (Dagenham) | 1º posto in Isthmian League Premier Division, promosso         |
| Runcorn                | Runcorn           | 8º posto in Conference League                                  |
| Slough Town            | Slough            | 19º posto in Conference League                                 |
| Stafford Rangers       | Stafford          | 15º posto in Conference League                                 |
| Telford United         | Telford           | 6º posto in Conference League                                  |
| Welling United         | Londra (Bexley)   | 11º posto in Conference League                                 |
| Witton Albion          | Northwich         | 1º posto in Northern Premier League Premier Division, promosso |
| Wycombe Wanderers      | High Wycombe      | 5º posto in Conference League                                  |
| Yeovil Town            | Yeovil            | 14º posto in Conference League                                 |

## Classifica finale
|  | Pos. | Squadra            | Pt | G  | V  | N  | P  | GF | GS | DR  |
|  | ---- | ------------------ | -- | -- | -- | -- | -- | -- | -- | --- |
|  | 1    | Colchester Utd     | 94 | 42 | 28 | 10 | 4  | 98 | 40 | +58 |
|  | 2    | Wycombe            | 94 | 42 | 30 | 4  | 8  | 84 | 35 | +49 |
|  | 3    | Kettering Town     | 73 | 42 | 20 | 13 | 9  | 72 | 50 | +22 |
|  | 4    | Merthyr Tydfil     | 68 | 42 | 18 | 14 | 10 | 59 | 56 | +3  |
|  | 5    | Farnborough Town   | 66 | 42 | 18 | 12 | 12 | 68 | 53 | +15 |
|  | 6    | Telford Utd        | 64 | 42 | 19 | 7  | 16 | 62 | 66 | -4  |
|  | 7    | Redbridge Forest   | 63 | 42 | 18 | 9  | 15 | 69 | 56 | +13 |
|  | 8    | Boston Utd         | 63 | 42 | 18 | 9  | 15 | 71 | 66 | +5  |
|  | 9    | Bath City          | 60 | 42 | 16 | 12 | 14 | 54 | 51 | +3  |
|  | 10   | Witton Albion      | 58 | 42 | 16 | 10 | 16 | 63 | 60 | +3  |
|  | 11   | Northwich Victoria | 54 | 42 | 16 | 6  | 20 | 63 | 58 | +5  |
|  | 12   | Welling Utd        | 54 | 42 | 14 | 12 | 16 | 69 | 79 | -10 |
|  | 13   | Macclesfield Town  | 52 | 42 | 13 | 13 | 16 | 50 | 50 | 0   |
|  | 14   | Gateshead          | 48 | 42 | 12 | 12 | 18 | 49 | 57 | -8  |
|  | 15   | Yeovil Town        | 47 | 42 | 11 | 14 | 17 | 40 | 49 | -9  |
|  | 16   | Runcorn            | 46 | 42 | 11 | 13 | 18 | 50 | 63 | -13 |
|  | 17   | Stafford Rangers   | 46 | 42 | 10 | 16 | 16 | 41 | 59 | -18 |
|  | 18   | Altrincham         | 45 | 42 | 11 | 12 | 19 | 61 | 82 | -21 |
|  | 19   | Kidderminster      | 45 | 42 | 12 | 9  | 21 | 56 | 77 | -21 |
|  | 20   | Slough Town        | 45 | 42 | 13 | 6  | 23 | 56 | 82 | -26 |
|  | 21   | Cheltenham Town    | 43 | 42 | 10 | 13 | 19 | 56 | 82 | -26 |
|  | 22   | Barrow             | 38 | 42 | 8  | 14 | 20 | 52 | 72 | -20 |

Legenda:
      Promosso in Football League Third Division 1992-1993.
      Retrocesso in Northern Premier League 1992-1993.
      Retrocesso in Southern League 1992-1993.
Regolamento:
Tre punti a vittoria, uno a pareggio, zero a sconfitta.
In caso di arrivo di due o più squadre a pari punti, la graduatoria viene stilata secondo i seguenti criteri:
- differenza reti
- maggior numero di gol segnati

Note:

Colchester United Campione della Conference League 1991-1992 e promosso in Football League Third Division per miglior differenza reti rispetto all'ex aequo Wycombe Wanderers.